# MATE (entorn d'escriptori)
MATE és un entorn d'escriptori lliure derivat del codi base del GNOME 2. El nom prové de l'herba mate, una mena de grèvol, una planta nativa de la Sud-amèrica subtropical que s'utilitza per preparar una beguda molt popular i energitzant anomenada mate. El nou nom va ser necessari per evitar conflictes amb components de GNOME 3.

## Història
El llançament de GNOME 3 reemplaçant la clàssica metàfora d'escriptori de versions anteriors amb una nova interfície construïda sobre el Shell de GNOME, va conduir a algunes crítiques de la comunitat Linux. Molts usuaris es van negar a acceptar la nova interfície del GNOME, demanant que algú continués el desenvolupament del GNOME 2. El projecte MATE va ser iniciat per un usuari argentí d'Arch Linux per satisfer aquesta demanda.

## Aplicacions
Moltes de les aplicacions del GNOME van ser derivades i reanomenades:
- Caja - Gestor de fitxers (a partir de Nautilus)
- Pluma - Editor de text (a partir de Gedit)
- Eye of Mate - Visor d'imatges (a partir de Eye of GNOME)
- Atril - Visor de documents (a partir d'Evince)
- Engrampa - Gestor d'arxivadors (a partir de File Roller)
- MATE Terminal - Emulador de terminal (a partir de Gnome Terminal)
- Marco - Gestor de finestres (a partir de Metacity)
- Mozo - Editor de menú (a partir d'Alacarte)

## Desenvolupament posterior
En els seus inicis, MATE només era compatible amb GTK+2. A partir de la versió 1.12 és compatible tant amb GTK+2 com amb GTK+3.
El projecte és sostingut pels desenvolupadors de Linux Mint i ara els d'Ubuntu:
| «                     | Nosotros aún consideramos a MATE como otro escritorio, al igual que KDE, Gnome 3, Xfce etc… y basado en la popularidad de Gnome 2 en lanzamientos previos de Linux Mint, hemos decidido sostenerlo y ayudar a mejorarlo. | » |
| — The Linux Mint Blog | |   |

## Adopció
La versió 1.2 de MATE va ser llançada el 16 d'abril de 2012. És un dels ambients d'escriptori per defecte llançats amb les últimes versions de Linux Mint des de la versió 12, "Lisa". MATE també està disponible en els repositoris oficials de diverses distribucions de Linux, incloent Arch Linux, Debian, Mageia, Gentoo, Huayra GNU/Linux, Fedora, Ubuntu, i openSUSE. A més, MATE està disponible a través de repositoris no oficials a Slackware. La versió 3.5 de GhostBSD inclou MATE com l'entorn d'escriptori per defecte, el que la converteix en la primera incorporació de MATE com l'entorn d'escriptori per defecte fora de Linux Mint. L'octubre de 2014, Ubuntu 14.10 ("Utopic Unicorn") va llançar Ubuntu Mate com a sabor oficial, inclosa la versió MATE 1.8.1.